# 브루스 보아
브루스 보아(Bruce Boa, 1930년 7월 10일 ~ 2004년 4월 17일)는 캐나다의 배우이다.
캘거리에서 태어났으며 서리주에서 사망하였다. 사인은 암이다.  잉글랜드에 매장되었다.

## 출연 작품
- 스크리머스 (1995년)
- 스칼렛 (1994년)
- 포 더 모멘트 (1993년)
- 이웃 (1993년)
- 교장 선생님 (1992년)
- 화이트 라이트 (1991년)
- 죽지 않는 사나이 (1989년)
- 분노의 특공대 (1989년)
- 저격자 (1988년)
- 동행자 (1988년)
- 풀 메탈 자켓 (1987년) - Poge Colonel 역
- 병병 (1986년)
- 아메리칸 웨이 (1986년)
- 미세스 엠마 (1986년)
- 특공대작전 2 - 재편성 부대 (1985년)
- 시베리아 강제 수용소 (1985년)
- 레이스 (1984년)
- 면도칼의 모서리 (1984년)
- 필사의 절규 (1984년)
- 007 옥터퍼시 (1983년)
- 래그타임 (1981년)
- 9번째 배치 (1980년)
- 스타워즈 에피소드 5 - 제국의 역습 (1980년)
- 나이팅게일 생 인 버클리 스퀘어 (1979년)
- 어느 멋진 날 (1979년)
- 아프리카 불시착 (1979년)
- 실버 베어스 (1978년)
- 오멘 (1976년)
- 잃어버린 사이보그 인간 (1974년)
- 더 리볼루셔너리 (1970년)
- 맨 인 더 미들 (1963년)

### 텔레비전
- 세인트 (1963)
- 에이번리로 가는 길 (1992-93)